# Timothy J. Keller
Pour les articles homonymes, voir Timothy Keller.
Timothy J. Keller, né le 23 septembre 1950 à Allentown (Pennsylvanie) et mort le 19 mai 2023 à New York, est un auteur américain, théologien, conférencier et pasteur fondateur de l'église presbytérienne du Rédempteur (Redeemer Presbyterian Church) à New York. 
Il est l'auteur de plusieurs livres, y compris The Reason for God: Belief in an Age of Skepticism, qui a remporté des prix du World Magazine et Christianity Today et s'est hissé à la septième place du classement des best-sellers du New York Times pour la catégorie des non-fictions, en mars 2008.

## Biographie
Timothy J. Keller a grandi à  Allentown (Lehigh Valley) en Pennsylvanie. Il est diplômé de l'Université de Bucknell (BA, 1972), du Séminaire théologique Gordon-Conwell (M. Div., 1975) et du Séminaire théologique de Westminster, où il a reçu son doctorat en théologie en 1981. Il affirme être devenu chrétien à l'Université de Bucknell, à la suite des activités de l'InterVarsity Christian Fellowship (Littéralement "Communion chrétienne interuniversitaire" qui en français est connu sous le nom d'Union internationale des groupes bibliques universitaires dont il existe une branche en France et aussi dans de nombreux pays francophones européens et africains), avec qui il s'engagea plus tard comme membre du personnel. 

### Ministère
Il a été ordonné par l'Église presbytérienne en Amérique (PCA) et a servi en tant que pasteur en Virginie pendant neuf ans, tout en étant également directeur pour les implantations d'Églises dans la PCA. Il a également travaillé au sein de la faculté du Séminaire théologique de Westminster à Philadelphie (Pennsylvanie) où lui et son épouse Kathy ont été impliqués dans le ministère urbain, et il reste aujourd'hui professeur associé de théologie pratique. Keller vit sur l'île Roosevelt (New York) avec sa femme, Kathy. Ils ont trois fils, David, Michael et Jonathan.
La PCA demanda à Keller de démarrer l'Église du Rédempteur en 1989, en dépit de son relatif manque d'expérience et après que deux autres personnes avaient refusé le poste. L'église est passée de 50 personnes à une fréquentation totale de plus de 5 000 personnes chaque dimanche au début de 2008, conduisant d'aucuns à l'appeler « l'évangéliste chrétien ayant le plus de succès dans la ville »,. Son public cible se compose principalement de citadins professionnels, dont il estime qu'ils possèdent une influence disproportionnée sur la culture et les idées. Dans sa prédication, « il n'évite pas vraiment les vérités chrétiennes difficiles, [mais] il a l'air différent de beaucoup de voix évangéliques dans la sphère publique ». En effet, il fuit l'étiquette « évangélique » en raison de sa connotation politique et fondamentaliste aux États-Unis, préférant se faire appeler tout simplement orthodoxe parce qu'il « croit en l'importance de la conversion personnelle ou nouvelle naissance et en la pleine autorité de la Bible ».
L'Église du Rédempteur a fondé un centre d'implantation d'Églises en 2001 et a aidé à lancer plus de 100 églises de diverses confessions dans la région de New York et dans le monde. Le New York Times  rapporte que « des pasteurs du monde entier commencent à venir dans un flux régulier à New York pour glaner ce qu'ils peuvent du Dr Keller et de Rédempteur »,. Keller, autrefois directeur des œuvres caritatives de sa confession, a toujours insisté sur le service chrétien et la charité, tant auprès des membres de sa propre Église qu'auprès de ceux que le centre forme pour implanter des Églises en milieu urbain.
L'Eglise du Rédempteur, selon Christianity Today, est « l'une des congrégations les plus vitales de Manhattan » et, selon une enquête de 2006 auprès de 2 000 dirigeants d'Églises américains, c'est la 16e Église la plus influente d'Amérique.

## Livres en français
- La raison est pour Dieu, la foi à l'ère du scepticisme (Éditions Clé, 2010)
- Les idoles du cœur (Éditions Clé, 2012)
- Le Dieu Prodigue (Maison de la Bible, 2013)
- Le mariage (Éditions Clé, 2014)
- Jésus, une royauté différente (Éditions Clé, 2014)
- Rencontre avec Jésus (Éditions Ourania/Cruciforme, 2015)
- La souffrance (Éditions Clé, 2015)
- Une église centrée sur l'Évangile (Éditions Excelsis, 2015)
- Dieu dans mon travail (Éditions Ourania, 2016)
- La prière (Éditions Clé, 2016)
- Pour une vie juste et généreuse, grâce de Dieu et pratique de la justice (Éditions Excelsis, 2018), résumé en vidéos par Michée France
- La prédication (Éditions Clé, 2017)
- Noël caché (Éditions Clé, 2017)
- La liberté dans l'oubli de soi (Éditions Clé, 2018)
- Dieu, le débat essentiel (Éditions Clé, 2019)
- Une espérance en ces temps troublés (Éditions Clé, 2022)
- Pensées sur la mort et le deuil (Éditions Clé, 2022)

### Contributions à d'autres ouvrages
- L'Evangile, notre fondement co-direction avec D. A. Carson (Éditions Clé, 2012)
- L'Evangile et l'Ecriture co-direction avec D. A. Carson (Éditions Clé, 2012)
- L'Evangile et l'Histoire co-direction avec D. A. Carson (Éditions Clé, 2012)
- L'Evangile et le peuple de Dieu co-direction avec D. A. Carson (Éditions Clé, 2013)